# François Pérol
François Pérol (Le Creusot, Francia, 6 de noviembre de 1963) es un banquero francés y exfuncionario. Actualmente es CEO de Natixis.

## Educación
Pérol estudió en HEC Paris, Sciences Po y la Escuela Nacional de Administración.

## Carrera
En 1994, Pérol se convirtió en ponente y más tarde secretario general del Comité interministériel de restructuration industrielle. Luego dirigió la Oficina de Mercados Financieros del Tesoro de 1996 a 1999 y también fue Secretario General del Club de París. En 2001, pasó a ser Director de Finanzas y Desarrollo Económico del Departamento del Tesoro.
En 2002 se convirtió en jefe de gabinete de los ministros Francis Mer y Nicolas Sarkozy, entonces ministro de Economía, Finanzas e Industria. Entre otras cosas, fue responsable del rescate de Alcatel, Bull y France Telecom, y también jugó un papel importante en la recapitalización de Alstom, acordada con la Comisión Europea. Posteriormente participó en la fundación de Sanofi-Aventis, en las negociaciones del gobierno francés con el Tribunal de Distrito de los Estados Unidos en Los Ángeles para resolver el caso Executive Life2 y también organizó la venta de Ixis por parte de la Caisse des dépôts et consignations.
Se unió a la UMP en 2004 debido a su colaboración con el entonces ministro de Economía, Nicolas Sarkozy. De 2005 a 2007 fue director general del Rothschild Bank. En este cargo, asesoró a Philippe Dupont, director general de Banque Populaire, en la fundación de Natixis.
En mayo de 2007 fue nombrado Secretario General Adjunto del Presidente. En este cargo se convirtió en el "gran arquitecto del programa económico de Nicolas Sarkozy". En relación con el asunto Clearstream, el empresario Imad Lahoud le acusó de haber concertado una reunión con Nicolas Sarkozy, lo que Pérol niega.
En 2009 se convirtió en director general del Grupo BPCE y en noviembre de 2012 fue confirmado en este cargo para otros cuatro años.
Es Presidente de la Asociación Francesa de Banca desde el 1 de septiembre de 2009.